# Занесло
«Перенаправлены» (англ. Redirected) — литовско-британская бандитская комедия 2014 года, снятая Эмилисом Веливисом. Главные роли исполнили Винни Джонс, Скот Уильямс и Витаутас Шапранаускас. Премьера фильма в Литве состоялась 10 января 2014 года, в Великобритании — 13 ноября 2014 года.

## Сюжет
Джон, Бен и Тим были наняты Карлом ограбить казино. Понимая, что для дела им нужен четвёртый, они втягивают своего друга Майкла, который ждёт их за рулём фургона около казино, даже и не подозревая, что он втянут в ограбление.
План казался идеальным: они врываются в масках и с оружием в нелегальное казино в Лондоне и забирают у играющих там бандитов около миллиона фунтов наличными. Гангстер Золотой Поул вынужден отдать налётчикам своё кольцо. Бандиты, видя Майкла на плакате, узнают в нём одного из налётчиков и приезжают к нему домой, но ему удаётся сбежать.
Парни хотят улететь в Малайзию, но Майкл отказывает им, так как собирается жениться. Он хочет вернуть деньги бандитам, и у них с друзьями происходит драка в туалете аэропорта, в результате которой Майкл получает огнетушителем по голове. Друзья берут его с собой на борт, но из-за извержения вулкана Эйяфьядлайёкюдль их самолёт совершает вынужденную посадку в Литве.
Майкл просыпается-где-то в гостинице без малейшего понятия, где он находится, не может найти своих друзей, но вместо этого он находит деньги, которые Джон спрятал внутри туалетного бачка. Думая, что он в Малайзии, он ловит такси до аэропорта, но в итоге оказывется ограблен местным полицейским.
Между тем, после ночной попойки, Бен и Тим просыпаются в каком-то деревенском домике и случайно попадают во вражду с местными контрабандистами.
В то же время Джон просыпается в пустой квартире голый и прикованный наручниками к батарее. В итоге он с батареей в руках убегает от лондонских бандитов, приехавших вернуть свои деньги.
В конечном счёте все основные герои оказываются на деревенской литовской свадьбе, которая превращается в перестрелку лондонских и местных бандитов. Джону, Бену, Тиму и Майклу с трудом удаётся сбежать. Переплыв через реку, друзья оказываются в России.

## В ролях
- Винни Джонс — Золотой Поул
- Скот Уильямс — Майкл
- Гил Дарнелл — Джон
- Оливер Джексон — Тим
- Энтони Страхан — Бен
- Андрюс Жураускас — Стаська
- Витаутас Шапранаускас — Альгис
- Артур Смольянинов — Донцюс, полицейский-грабитель
- Миндаугас Папинигис — Вова
- Вита Сяусюнайте — Сауле
- Моника Вайчюлите — Симона
- Даниель Неме — Турок
- Даниель Баукер — Мясо
- Эндрю МакХейл — Карл
- Ауримас Мелисиус — Вицька

## Релиз
В Литве премьера фильма состоялась 10 января 2014 года, в стране картина заработала 1,8 млн долларов. Релиз в Великобритании состоялся 13 ноября 2014 года.